# 尤尼昂鎮區 (愛荷華州加斯里縣)
尤尼昂鎮區（英語：Union Township）是位於美國愛荷華州加斯里縣的一個行政鎮區。

## 地方資料
根據2010年美國人口普查的數據，尤尼昂鎮區的面積為94.39平方千米，當中陸地面積為94.39平方千米，而水域面積為0.00平方千米。當地共有人口117人，而人口密度為每平方千米1.24人。